# (46824) Tambora
Pour les articles homonymes, voir Tambora (homonymie).
(46824) Tambora est un astéroïde de la ceinture principale.

## Description
(46824) Tambora est un astéroïde de la ceinture principale. Il fut découvert le 26 juin 1998 à La Silla par Eric Walter Elst. Il présente une orbite caractérisée par un demi-grand axe de 2,41 UA, une excentricité de 0,09 et une inclinaison de 5,4° par rapport à l'écliptique.